# Roger Rioland
Roger Rioland (ur. 24 października 1924 w Vitry-sur-Seine, zm. 28 marca 2018 tamże) – francuski kolarz torowy i szosowy, złoty medalista mistrzostw świata.

## Kariera
Największy sukces w karierze Roger Rioland osiągnął w 1946 roku, kiedy zdobył złoty medal w indywidualnym wyścigu na dochodzenie amatorów podczas mistrzostw świata w Zurychu. W zawodach tych bezpośrednio wyprzedził Duńczyka Børge Gissela Szweda Halle Janemara. Konkurencję tę rozgrywano po raz pierwszy na imprezie tego cyklu, tym samym Francuz został pierwszym w historii mistrzem świata w indywidualnym wyścigu na dochodzenie amatorów. Był to jednak jedyny medal wywalczony przez Riolanda na międzynarodowej imprezie tej rangi. Ponadto wielokrotnie zdobywał medale torowych mistrzostw kraju, w tym cztery złote. Startował również w wyścigach szosowych, ale bez większych sukcesów. 